# しより&愛子シリーズ
『しより&愛子シリーズ』は、上甲宣之の小説のシリーズ。
2007年に映画化もされた（後述）。

## 概要
水野しよりと火請愛子の2人の女性が不可解な事件に巻き込まれるシリーズ。

## シリーズ作品
- そのケータイはXX（エクスクロス）で（2003年5月 宝島社 / 2004年5月 宝島社文庫）
- 地獄のババぬき（2005年1月 宝島社 / 2006年11月 宝島社文庫）
- コスプレ幽霊 紅蓮女（2006年5月 宝島社 / 2008年1月 宝島社文庫） - しよりと愛子は登場しないがリンクしている部分がある
- XX（エクスクロス）ゼロ 呪催眠カーズ（2007年10月 宝島社文庫） - 西園寺レイカが主役の外伝。時期的には「そのケータイはXXで」より半年前

## 各話ストーリー
そのケータイはXXで
女子大生の水野しよりは、友人の火請愛子とともに山奥の阿鹿里村を訪れる。だが、そこは、昔の風習が残る怪しげな村であった。しよりは押入れの中から見つけたケータイにかかってきた電話から、村の秘密を知る。だが、愛子との連絡が取れない。しよりは、ケータイの声に導かれ、脱出を試みる。
地獄のババぬき
卒業旅行のため夜行バスで東京に向かったしよりと愛子。だが、バスジャック事件に巻き込まれてしまう。一方、深夜タクシーに乗ってラジオを聴いているしよりの親友土田弥生はラジオから流れる怪談話に耳を傾けていた。ところがその話は現実を侵食し始めていく。導かれるようにしよりと愛子に合流する弥生。バス車内では、犯人の命令によって命を賭けた地獄のババぬきをすることになる

## 主な登場人物
水野しより（みずの しより）
女子大生。文学部に所属し、民族学を専攻している。過去に朝宮（あさみや）と付き合っていたが、朝宮の女癖が原因で別れる事に。その傷心旅行として、温泉巡りをしていたが、愛子に連れられ阿鹿里村へ。性格は穏和だが、人を信用しやすい節があり、弥生にも弱点だと指摘されている。阿鹿里村事件後は物部と交際している。
火請愛子（ひうけ あいこ）
しよりと同じ大学の同じサークルに所属する、しよりの友人。しかし、実際しよりに近づいたのは彼女の「別れ屋」という仕事に関係があった。別れ屋の中では業績トップの実力の持ち主。柔軟な思考の持ち主で（しよりには「コペルニクス的思考」と評されている）、レイカとの戦いにも競り勝った。阿鹿里村事件後は「動物探偵」の仕事をしている。
土田弥生（つちだ やよい）
しよりの友人。登場機会は少ないが、しよりにアドバイスを与えるなど助力している。
しよりと同じ大学に入り、心理学を学んでいる。
西園寺レイカ（さいおんじ れいか）
愛子のかつての先輩で、実力は愛子に次いで二番目。だが、愛子が別れ屋の仕事でレイカと浮気相手を別れさせられた事で、愛子を恨んでいる。凶暴な性格である。この阿鹿里村の出来事が起きる半年前までは、凶暴ではなかった。(XX（エクスクロス）ゼロ 呪催眠カーズ)。裁縫バサミを常備している。
物部（もののべ）
京都大学の大学院で、阿鹿里村の研究をしている。しよりが押入れから発見したケータイで、しよりの手助けをしていた人物。押入れのケータイは実は彼の妹のケータイであり、彼は妹のかわりにしよりの脱出に手を貸したのだった。ハスキーな声とは裏腹に、外見は太っていて醜く、初対面の際しよりに拳銃を向けられた。阿鹿里村事件後はしよりと交際している。

## 映画
『エクスクロス 魔境伝説』のタイトルで、2007年12月1日に公開された。

## 漫画
『XX（エクスクロス）』のタイトルで、映画化記念に2007年11月発売。キャラクター原案：田島昭宇、作画・製作協力：Production I.G。設定などが異なるアナザーストーリーとして描かれている。